# أيمن دين
أيمن دين والمعروف باسم رمزي، كان عضوًا مؤسسًا في تنظيم القاعدة. في عام 1998، انضم إلى جهاز المخابرات السرية وأصبح جاسوساً من طراز MI6.

## حياته السابقة
ولد دين في المملكة العربية السعودية. في سن الثانية عشر كان يحفظ القرآن. بعد وفاة والدته، طلب العزاء في سيد قطب. كان جزءًا من دائرة التوعية الإسلامية في مسجد عمر بن عبد العزيز في محافظة الخبر، حيث كان يوسف العايري أحد المعلمين.
في عام 1989، ذهب أخوه الأكبر محي الدين للقتال في أفغانستان لمدة 3 أشهر. في سن الخامسة عشر سافر إلى البوسنة للمشاركة في الحرب البوسنية مع صديق من الدائرة خالد علي الحاج الذي عاد من القتال في أفغانستان. في البوسنة، كان جزءًا من لواء المجاهدين البوسنيين الذي ذبح أكثر من 200 سجين بقطع الرأس في أعقاب معركة فوزوزا. جُند من قبل خالد شيخ محمد الذي اقترح عليه الذهاب إلى أفغانستان ومنحه اتصالاً في بيشاور، باكستان.

## تنظيم القاعدة
بعد البوسنة، دُعي دين إلى قندهار لأقسم الولاء لأسامة بن لادن والانضمام إلى تنظيم القاعدة. في أفغانستان، درب مجنّدي القاعدة في أساسيات اللاهوت الإسلامي والتاريخ وأساسيات الممارسة الدينية. كان يشعر بالقلق من تفجيرات سفارة الولايات المتحدة عام 1998 وطلب من عبد الله المهجة التبرير الديني، فأشار إلى فتوى القرن الثالث عشر من قبل ابن تيمية. لقد بحث في الفتوى التي كانت تدور حول الغزو المغولي واستخدامهم للدروع البشرية عند محاصرة المدن، كان واضحًا له أن هذا ليس مبررًا لقتل المارة المدنيين. إنه يعتقد أن مفهوم الجهاد قد تغير من قبل القاعدة، والهدف من الجهاد في تنظيم القاعدة هو شن حرب عالمية ضد الغرب.

## التجسس
قرر دين مغادرة القاعدة متوجهاً إلى قطر بذريعة صحته بنية الاختفاء. قُبض عليه لدى وصوله إلى قطر من قبل المخابرات القطرية التي أعطته اختيار وكالة الاستخبارات واختار العمل مع MI6، ثم أمضى 7 أشهر في استجوابه، وبعد ذلك وافق على العودة إلى أفغانستان كجاسوس.
ثم تجسس دين على القاعدة لمدة 8 سنوات قبل أن تتعرض لها واشنطن. خلال هذا الوقت سافر بين أفغانستان ولندن نيابة عن تنظيم القاعدة مما سمح له بتقديم تقرير إلى MI6. أثناء وجوده في المملكة المتحدة، عمل كممثل للقاعدة وكان حريصًا على الوعظ والتجنيد في قانون المملكة المتحدة.
كُشف دين من قبل كاتب أمريكي قام باستخدام مصادر وكالة المخابرات المركزية الأمريكية بالكشف عن هويته بتفاصيل لا يمكن الحصول عليها إلا من خلال سجل.

## حياته المهنة اللاحقة
بعد الكشف، بدأ دين حياته المهنية كمتحدث ومستشار أمني.
ألف دين كتابين:
- الجسر الأبدي فوق نهر البراءة: رواية عن قصة ما يحدث للمسلمين الشباب اللامعين الذين يتعرضون لنفوذ جذري.[11]
- تسعة أرواح: وقتي كأفضل جاسوس Mi6 داخل القاعدة: سيرة حياته كجاسوس داخل القاعدة.[12][6][7]